# Whopper

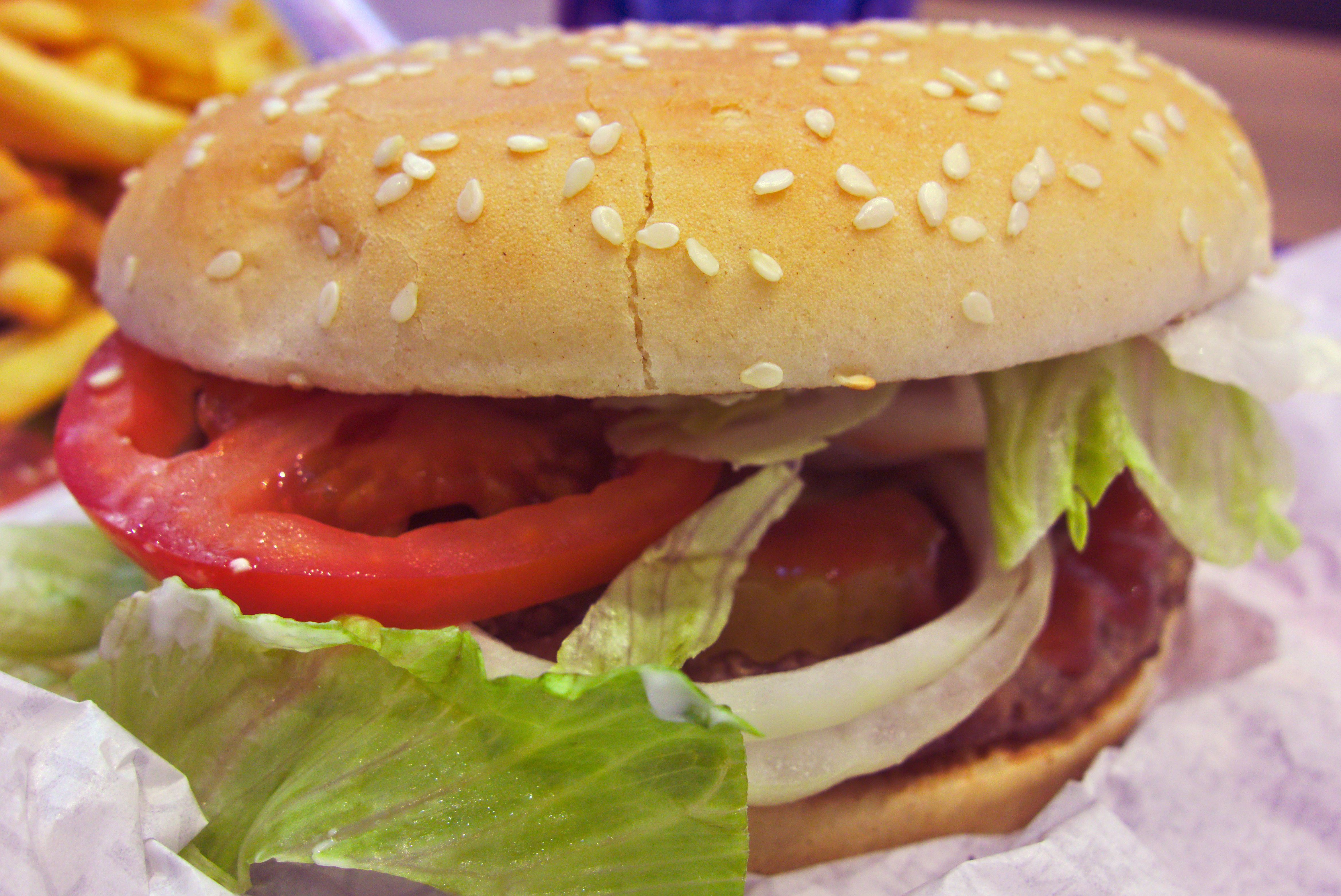
Whopper, zdjęcie wykonane w austriackim Burger Kingu w 2014 roku

Whopper – hamburger podawany w sieci barów Burger King, wprowadzony w 1957 roku. Jest sztandarowym produktem tej sieci, w wielu reklamach Burger King promował się hasłem „Home of the Whopper”.
Pomysłodawcą Whoppera był współzałożyciel Burger Kinga Jim McLamore, on też wymyślił jego nazwę, sugerującą coś wielkiego. W momencie wprowadzenia do sprzedaży kanapka była znacznie droższa niż te oferowane przez konkurencyjne sieci – kosztowała 37 centów; cena burgera w barach McDonald’sa wynosiła wówczas 15 centów.
W skład Whoppera wchodzą: bułka z ziarnami sezamu, kotlet wołowy (patty) ważący ćwierć funta (ok. 110 g) przed obróbką cieplną, sałata, pomidor, cebula, ogórek konserwowy, majonez oraz ketchup. We wrześniu 2020 roku Burger King umieścił na opakowaniu Whoppera listę składników, mając na celu podkreślenie ich naturalnego pochodzenia. Wymienione zostały: wołowina, pomidory, sałata, majonez, keczup, pikle, cebula i bułka z sezamem.